# Galium bussei
Galium bussei är en måreväxtart som beskrevs av Karl Moritz Schumann och Kurt Krause. Galium bussei ingår i släktet måror, och familjen måreväxter.

## Underarter
Arten delas in i följande underarter:
- G. b. bussei
- G. b. glabrostrictius
- G. b. glabrum
- G. b. strictius